# Boarmia curtaria
Boarmia curtaria là một loài bướm đêm trong họ Geometridae.